# Chaumont (Haute-Savoie)
Pour les articles homonymes, voir Chaumont.
Chaumont est une commune française située dans le département de la Haute-Savoie, en région Auvergne-Rhône-Alpes.

## Géographie

### Situation et description
Chaumont est située dans le nord ouest du département de la Haute-Savoie, au sud de l'agglomération de Genève.

### Voies de communication
Le territoire de la commune est traversé par la route départementale 992 (RD 992).

## Urbanisme

### Typologie
Au 1er janvier 2024, Chaumont est catégorisée commune rurale à habitat dispersé, selon la nouvelle grille communale de densité à sept niveaux définie par l'Insee en 2022.
Elle est située hors unité urbaine. Par ailleurs la commune fait partie de l'aire d'attraction de Genève - Annemasse (partie française), dont elle est une commune de la couronne,. Cette aire, qui regroupe 158 communes, est catégorisée dans les aires de 700 000 habitants ou plus (hors Paris),.

### Occupation des sols
L'occupation des sols de la commune, telle qu'elle ressort de la base de données européenne d’occupation biophysique des sols Corine Land Cover (CLC), est marquée par l'importance des territoires agricoles (55,2 % en 2018), en augmentation par rapport à 1990 (54,3 %). La répartition détaillée en 2018 est la suivante : 
forêts (39,9 %), terres arables (26,2 %), prairies (15 %), zones agricoles hétérogènes (13,9 %), espaces ouverts, sans ou avec peu de végétation (2,9 %), zones urbanisées (2 %).
L'IGN met par ailleurs à disposition un outil en ligne permettant de comparer l’évolution dans le temps de l’occupation des sols de la commune (ou de territoires à des échelles différentes). Plusieurs époques sont accessibles sous forme de cartes ou photos aériennes : la carte de Cassini (XVIIIe siècle), la carte d'état-major (1820-1866) et la période actuelle (1950 à aujourd'hui).

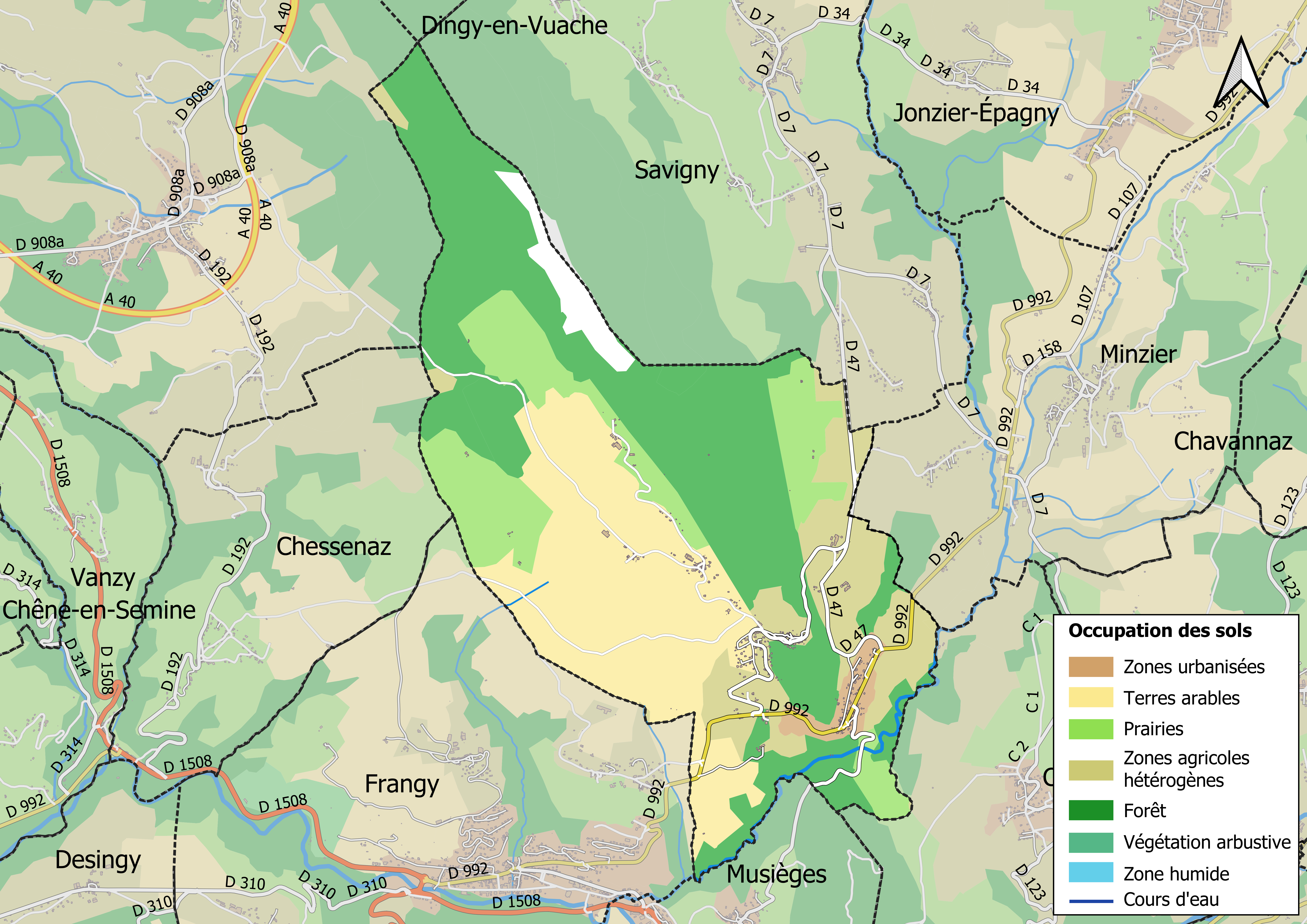
Carte des infrastructures et de l'occupation des sols en 2018 (CLC) de la commune.
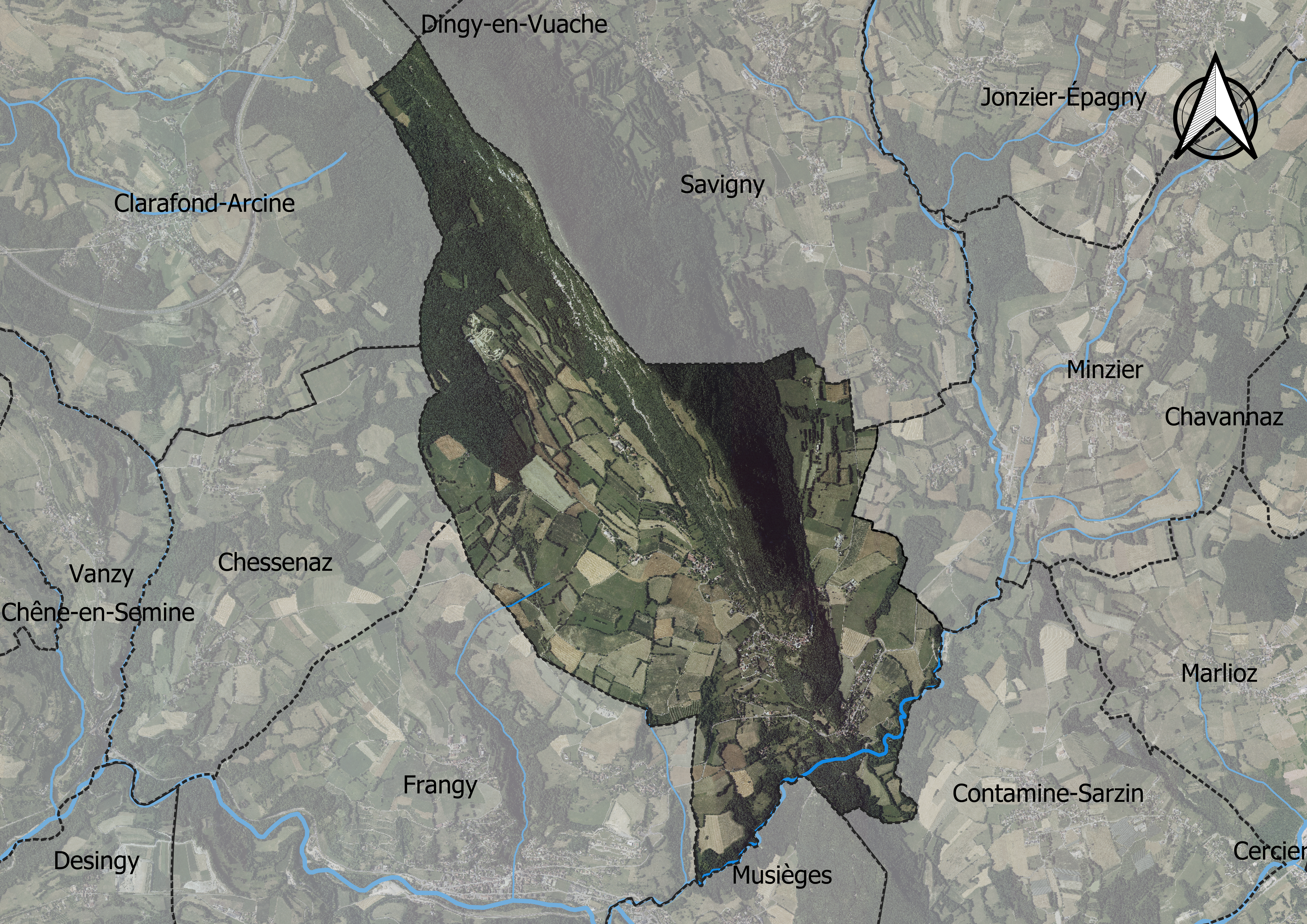
Carte orthophotogrammétrique de la commune.

## Toponymie
Le toponyme de Chaumont dérive, comme une partie des autres Chaumont, « par vocalisation » du latin calvus mons désignant une « colline, montagne chauve »,.
Le lieu est mentionné en 1039, mansum in villa Calvomonte, lors d'une donation à Cluny (Régeste genevois, no 193). Il évolue au XIIe siècle en Chamoz avant de dériver en Caumonte en 1124. Au XIIe siècle et au XIVe siècle, les formes Calvo monte (1257), Chomonz (Régeste genevois, 1273), Cura de Choumonz (Régeste genevois, vers 1344), Chosmundum (dans une sentence rendue par Ardutius de Faucigny, évêque de Genève, en faveur de la chartreuse d'Oujon, Régeste genevois, n°393) ou encore Choumontz.
Le village de Saint-Jean ou Saint-Jean de Thiollaz provient du nom porté provient de Jean le Baptiste, nom porté également par la paroisse.
En francoprovençal, le nom de la commune s'écrit Shômon, selon la graphie de Conflans.

## Histoire
Le village et la paroisse sont mentionnés en 1039, mansum in villa Calvomonte, lors d'une donation par un certain Leuto à l'abbaye de Cluny. Les terres appartiennent aux comtes de Genève. Le château est donné à une famille de Chaumont, mentionnée en 1124, mais disparue probablement au XIIe siècle. Une branche cadette portant le nom de Vidomne de Chaumont, mentionnée au XIIe siècle, hérite des titres et droits, et avait obtenu par délégation un vidomnat de la part des comtes. Une autre branche semble également issue, la famille de Sallenove qui dispose également d'une maison dans la paroisse.
C'est au pied du château, aujourd'hui ruiné, « sur le col, entre [le] promontoire et les contreforts du Vuache », que s'est développé le bourg fortifié qui reçut le 18 mai 1310 ses lettres de franchises,.
En 1536 François Ier y passe une nuit lors de l'envahissement du sud de la Savoie.
La maison forte de Thiollaz, située dans le bourg, est incendiée en 1589 et 1590 lors de l'invasion bernoise.

## Politique et administration

### Liste des maires
| Période                                  | Période  | Identité               | Étiquette | Qualité |
| ---------------------------------------- | -------- | ---------------------- | --------- | ------- |
| mars 2001                                | En cours | André-Gilles Chatagnat | ...       | ...     |
| Les données manquantes sont à compléter. |          |                        |           |         |

## Population et société

### Démographie
Les habitants de la commune sont appelés les Chaumontois.
L'évolution du nombre d'habitants est connue à travers les recensements de la population effectués dans la commune depuis 1793. Pour les communes de moins de 10 000 habitants, une enquête de recensement portant sur toute la population est réalisée tous les cinq ans, les populations de référence des années intermédiaires étant quant à elles estimées par interpolation ou extrapolation. Pour la commune, le premier recensement exhaustif entrant dans le cadre du nouveau dispositif a été réalisé en 2006.

En 2022, la commune comptait 541 habitants, en évolution de +12,47 % par rapport à 2016 (Haute-Savoie : +6,01 %, France hors Mayotte : +2,11 %).
| 1793 | 1800 | 1806 | 1822 | 1838 | 1848 | 1858 | 1861 | 1866 |
| ---- | ---- | ---- | ---- | ---- | ---- | ---- | ---- | ---- |
| 453  | 520  | 542  | 605  | 684  | 605  | 684  | 683  | 715  |

| 1872 | 1876 | 1881 | 1886 | 1891 | 1896 | 1901 | 1906 | 1911 |
| ---- | ---- | ---- | ---- | ---- | ---- | ---- | ---- | ---- |
| 640  | 661  | 665  | 635  | 607  | 541  | 471  | 455  | 451  |

| 1921 | 1926 | 1931 | 1936 | 1946 | 1954 | 1962 | 1968 | 1975 |
| ---- | ---- | ---- | ---- | ---- | ---- | ---- | ---- | ---- |
| 408  | 404  | 361  | 339  | 302  | 257  | 255  | 228  | 190  |

| 1982 | 1990 | 1999 | 2006 | 2011 | 2016 | 2021 | 2022 | - |
| ---- | ---- | ---- | ---- | ---- | ---- | ---- | ---- | - |
| 223  | 325  | 383  | 420  | 426  | 481  | 527  | 541  | - |

### Enseignement
La commune est rattachée à l'académie de Grenoble.

### Médias
La commune est couverte par des antennes régionales de radios dont France Bleu Pays de Savoie, ODS radio, Radio Semnoz ou Radio FMR, radio implantée à Rumilly… Enfin, la chaîne de télévision locale TV8 Mont-Blanc diffuse des émissions sur les pays de Savoie. Régulièrement l'émission La Place du village expose la vie locale des villages haut savoyards. France 3 et sa station régionale France 3 Alpes, peuvent parfois relater les faits de vie de la commune ou des environs.
La presse écrite régionale est représentée par des titres comme Le Dauphiné libéré (édition "Annecy & Rumilly"), L'Essor savoyard, Le Messager - édition Genevois, le Courrier savoyard.

## Culture locale et patrimoine

### Lieux et monuments
- Église Sainte-Agathe
- Château de Chaumont[21] ;
- Château de Thiollaz, édifice situé dans le village de Saint-Jean dont les éléments remontent au XVIIIe siècle[9] ;
- Château de Loblaz, situé également dans le village de Saint-Jean, sur l'ancien chemin du Vuache. Il s'agit de l'ancienne résidence de la famille des Carelli de Bassy[9] ;
- Place Charles-et-Laurence-Blanc.

### Personnalités liées à la commune
- Claude-François de Thiollaz (1752-1832), natif, évêque d'Annecy.
- François-Antoine Curtet (1763-1830), médecin, professeur et fondateur de l'École de médecine de Bruxelles.
- Charles Blanc, résistants de la Seconde Guerre mondiale.
- Joseph Chaumontet Shomo (1723 - 1797), fils de Jean-Francois Chaumontet (1682-1747), natif. Son fils né à St-Julien a immigré en Amérique eu 1750 et est devenu vétéran de la guerre d'indépendance américaine[22].

### Héraldique
| Armes de Chaumont | Les armes de Chaumont sont différentes selon les sources : - d'après la Chambre des comptes : « D'Azur à trois cailloux d'argent » ; - d'après Besson : « De sinople à trois pierres marines d'argent » ; - : « d'argent au mont de sinople à cinq pointes ou à six ou à sept pointes » ; - : « d'or à un cep de vigne de sinople fruité de deux grappes de raisin d'azur, au chef du même chargé d'un soleil du champ ». |  |

Au XVIIe siècle, les armes du mandement de Chaumont se blasonnaient ainsi : Trois truffes de gueules.